# Ernesto Zedillo
Ernesto Zedillo Ponce de León, född 27 december 1951 i Mexico City, är en mexikansk politiker (Institutionella revolutionspartiet) som var landets president 1994–2000.